# Přerov nad Labem
Přerov nad Labem (německy do roku 1903 Alt Prerau, poté Prerow an der Elbe) je obec v okrese Nymburk ve Středočeském kraji. Nachází se třicet kilometrů na východ od Prahy, v trojúhelníku tvořeném městy Čelákovice, Lysá nad Labem a Český Brod. Žije zde přibližně 1 200 obyvatel.
V Přerově stojí renesanční zámek, na jehož úpravách se v 16. století podílel i významný císařský architekt Bonifác Wohlmut či stavitel Matteo Borgorelli, kostel a pramen svatého Vojtěcha, archeologické naleziště dokazující osídlení této oblasti už před 7 000 lety nebo opuštěný pivovar připomínající někdejší slavnou historii polabského chmelařství. K turistickým lákadlům patří soukromé muzeum motocyklů a jízdních kol, ale hlavně nejstarší skanzen lidové architektury v českých zemích, jehož kořeny sahají až do roku 1895.

## Historie
V historické literatuře se nejčastěji objevují tyto formy jména Přerova nad Labem: Prerow/Přerow (latinsky), Prerow an der Elbe/Přerow an der Elbe, Alt Prerau, Alt Prerau an der Elbe (německy).
Archeologické nálezy dokládají osídlení území obce už před více než 7000 lety. Na Přerovské hůře byla pomocí letecké archeologie prokázána existence výšinného opevněného hradiště, obývaného v době bronzové, halštatské a hradištní.

### Nejstarší dějiny
První písemná zmínka o Přerovu je stará více než 1000 let. Šlo o záznam o převodu vlastnictví obce – v roce 993 jej druhý pražský biskup Vojtěch daroval i s několika dalšími vesnicemi benediktinskému klášteru v Břevnově. Ten panství dále pronajímal. Podle pověsti měli přerovští nájemci povinnost udržovat brod přes Labe a cestu skrz bažiny v místech, kudy vedla jedna ze zemských stezek od Prahy na Lysou.
Ve 13. století se Přerov dostal do nájmu královského podstolníka Kojaty z Hněvina Mostu, který obec roku 1227 odkázal svému panoši Konrádovi. Mezi držiteli následují Ranek z Přerova (1266) a Matouš z Přerova (1279). Za vlády Karla IV. byla přerovská tvrz spravována přímo klášterem.

### Čtrnácté století
Břevnovský klášter měl v plánu zde vystavět nové správní sídlo. Stavbu, která byla zahájena okolo roku 1380, se však nepodařilo dokončit. Noví nájemci Michal Drštka ze Sedlčánek (1400) a Petr z Trkova (1419) dostali za úkol stavbu zachovat a opravovat. Po smrti Petra z Trkova Přerov získal do vlastnictví císař Zikmund, který jej společně s Mochovem, Břístvím, Nehvízdky, Sedlčánky, Starým Vestcem a Vykání v roce 1437 zastavil nejvyššímu hofmistrovi Jindřichovi ze Stráže. V roce 1466 obec zdědil Jiří Strážský ze Stráže a Přerova, který zastával funkci nejvyššího soudce českého království. Jeho dcera Johanka se provdala za nejvyššího kancléře Království českého Jana ze Šelmberka. Tento majitel požádal krále Vladislava II. o povýšení Přerova na městečko, k čemuž došlo v roce 1499.

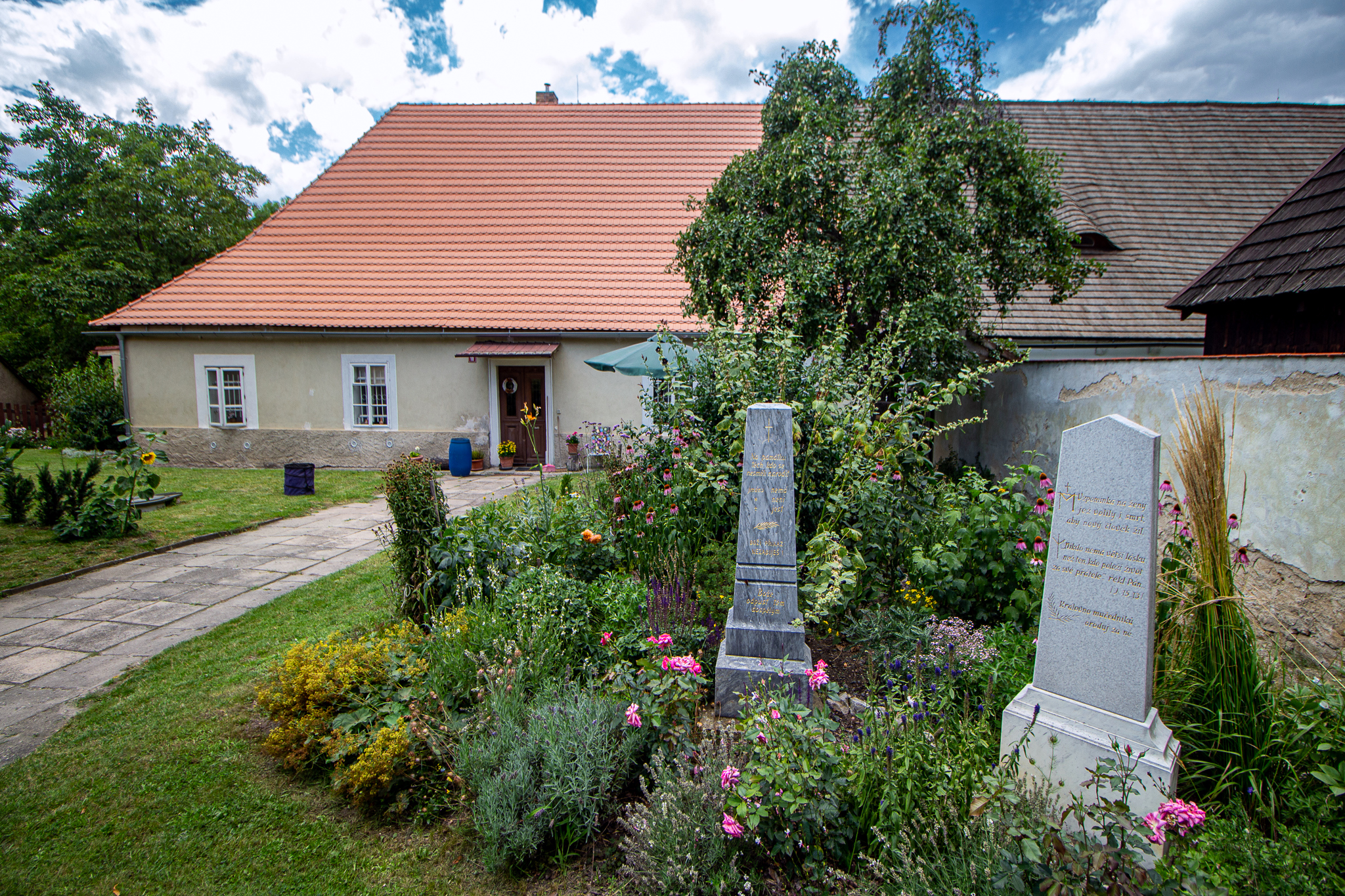
Budova fary

Jeho dědic, nejvyšší zemský komorník Království českého Jaroslav ze Šelmberka prodal v roce 1524 Přerov spojeným pražským obcím. Těm byl v roce 1547 po konfiskaci obecního majetku po českém stavovském povstání zabaven a král Ferdinand I. Habsburský jej začlenil mezi královské statky. K prvním známým hejtmanům přerovského komorního panství patřil člen staré českobudějovické rodiny Jan starší Robmháp ze Suché (1560). V těchto časech dochází k významným rekonstrukcím přerovského zámku, na nichž se podílejí mimo jiné Bonifác Wolmut (1560), Matteo Borgorelli (1563) a Ettore de Vaccani (1574–1605). Stavbu vedl a dovršil císařský stavitel Giovanni Maria Filippi. V tomto období byly vyzdobeny zdi východního křídla sgrafity, o čemž svědčí letopočet 1567 na dnešním severním nároží západní stěny východního traktu. Po dostavbě zámku se pozornost správce zaměřila na výstavbu a rekonstrukce hospodářských budov – pivovaru, starého mlýna, nového mlýna s pilou, dvora, vinice, chmelnice a rybníků.

### Úpadek po třicetileté válce

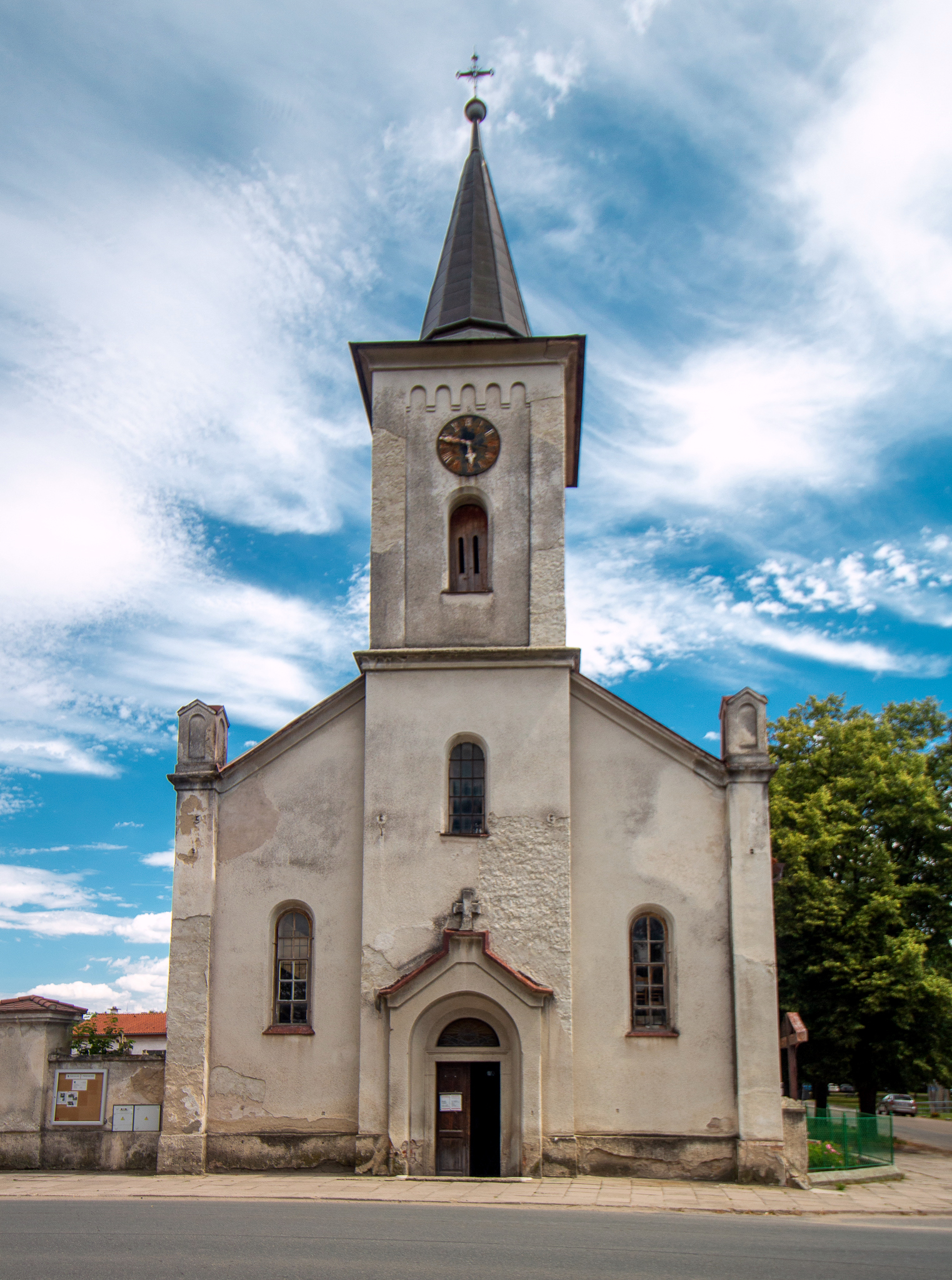
Kostel svatého Vojtěcha se hřbitovem

Po roce 1598 došlo k postupnému rozprodání významné části přerovského panství, jehož zbytek byl v roce 1632 Ferdinandem II. připojen k brandýskému císařskému panství. Hospodářskou prosperitu Přerova podstatně narušila třicetiletá válka, během níž byl celý kraj válčícími stranami bezostyšně vysáván. Zkázu dovršili v roce 1639 vojáci švédského generála Johana Banéra, kteří kromě Přerova vypálili i císařské statky Benátky a Lysou.
Význam Přerova po třicetileté válce, nejen kvůli zkáze místního zámku, upadal. Až v roce 1671 došlo i na opravu zdevastovaného zámku stavitelem Santino de Bossim. Ani on však nedokázal zabránit zřícení severního a západního křídla zámku společně se severní části východního křídla. Zřícené části nebyly už obnoveny a do dnešních dnů se zachovaly v původním stavu ze 17. století.
Kdysi reprezentativní objekt poklesl ve svém významu na lovecký zámeček. Poválečná obnova místních lesů proběhla poměrně rychle a tento kraj stal oblíbeným místem pro císařské lovy a hony (viz například jméno nedaleké Císařské Kuchyně). Přerov byl proto několikrát navštíven císaři Leopoldem I. a Karlem VI. Návštěva prvního z nich, ke které došlo 20. června 1680, byla po několik století připomínána i na obecní pečeti.
Za vlády Josefa II. docházelo k oživení oblasti pod Přerovskou hůrou, severně od ní na panských pozemcích vznikla osada Nový Přerov, kde se usazovali převážně drobní chalupníci a hospodáři.

### Devatenácté století
Obec společně se zámkem ožila po roce 1860, kdy panství koupil – v té době již bývalý – toskánský velkovévoda Leopold II. Po jeho smrti zámek zdědil jeho syn Ludvík Salvátor Toskánský, který byl známým spisovatelem, cestovatelem a milovníkem přírody. Jeho nákladem byl opuštěný a značně zanedbaný přerovský zámek v letech 1872–1873 obnoven do původní podoby ze 16. století.

### Dvacáté století
Dne 3. března 1903 došlo ke sloučení samostatných obcí Starý a Nový Přerov, které od tohoto data používají společný název Přerov nad Labem. Po smrti Ludvíka Salvátora Toskánského, koupil 10. října 1917 brandýský velkostatek včetně přerovského panství, poslední rakouský císař Karel I.
Po roce 1918 se Přerov nad Labem stal nezávislou obcí, přerovský zámek byl konfiskován československým státem, který ho v průběhu dvacátých a třicátých let pronajímal mládežnické organizaci YWCA. Během druhé světové války koupil zámek německý lékař Faifar, který zde zamýšlel vybudovat vodoléčebné sanatorium. Po osvobození v roce 1945 připadl zámek Fondu národní obnovy. Po komunistickém převratu v roce 1948 byl zemědělský Přerov nad Labem postižen kolektivizací.
Přerov byl od počátku správního dělení Rakousko-Uherska začleněn do okresu Český Brod (z online zdrojů prokázáno v letech 1869–1961), od roku 1961 je součástí okresu Nymburk. Přerov nad Labem je společně s Dvorci, Jiřicemi, Lysou nad Labem, Ostrou, Semicemi, Starou Lysou, Starým Vestcem a Stratovem členem dobrovolného sdružení obcí Mikroregion Polabí.
V městysi Přerov nad Labem (1172 obyvatel, poštovní úřad, telefonní úřad, telegrafní úřad, četnická stanice, katol. kostel) byly v roce 1932 evidovány tyto živnosti a obchody: státní bednárna, biograf Sokol, 2 holiči, 4 hostince, 2 koláři, kominík, konsum, 2 kováři, 3 krejčí, obchod s mlékem, mlýn, 2 obchody s obilím, 3 obuvníci, 2 pekaři, pila, 4 rolníci, 4 řezníci, 8 obchodů se smíšeným zbožím, 4 švadleny, spořitelní a záložní spolek pro Přerov nad Labem a Nový Přerov, 3 obchody se střižním zbožím, 2 trafiky, 4 truhláři, zámečník.

## Přírodní poměry

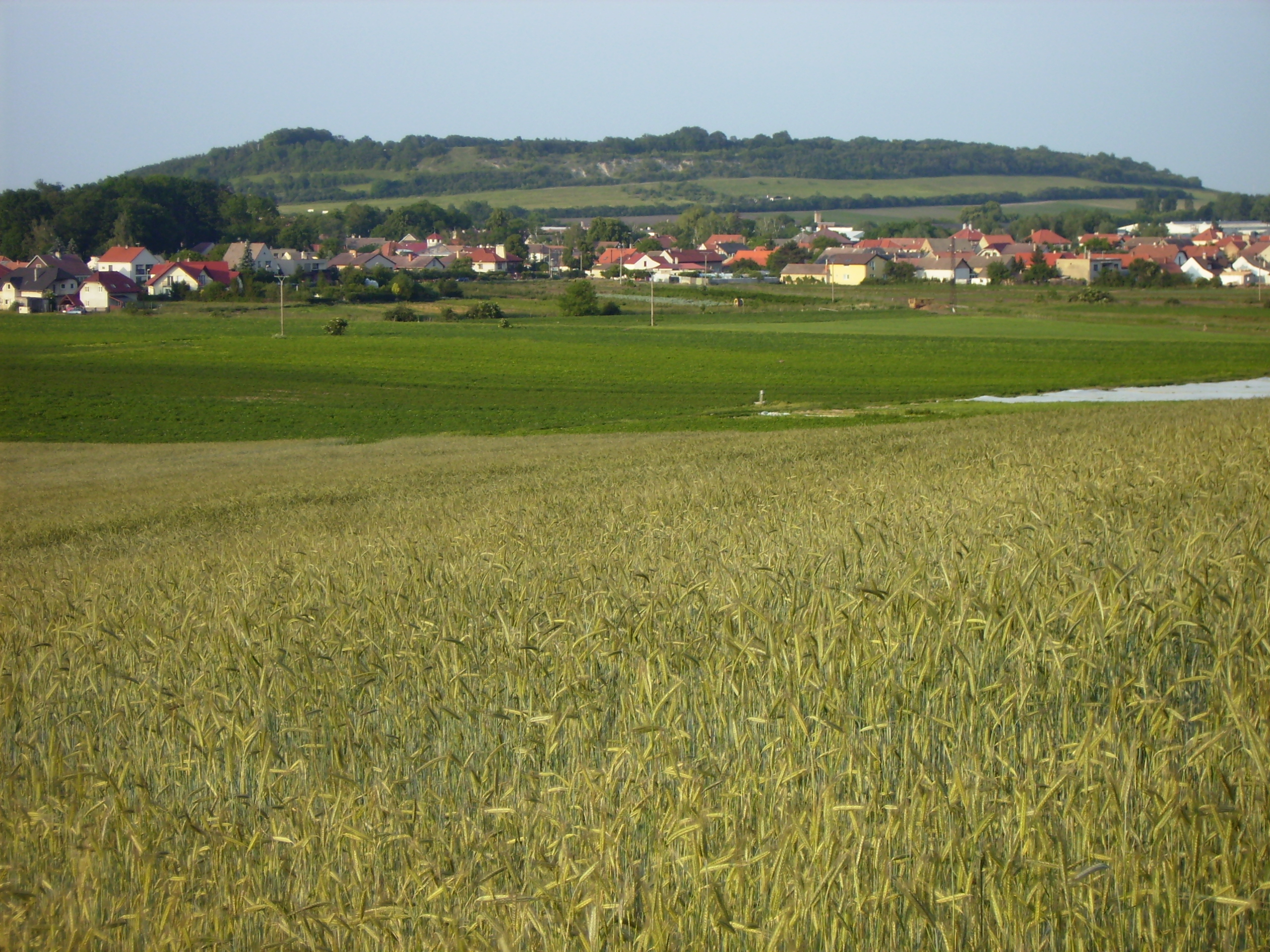
Přerovská hůra nad Přerovem nad Labem

Na území Přerova a v jeho bezprostředním okolí jsou tyto objekty a území: čtyři Památné lípy Na Vrších okolo božích muk, přírodní rezervace Hrbáčkovy tůně, Alej sv. Vojtěcha u stejnojmenné kapličky a významný krajinný prvek Přerovská hůra. Vláda České republiky v roce 2005 schválila vznik přírodní rezervace Káraný – Hrbáčkovy tůně, která na území Přerova zahrnuje rozsáhlý lužní les Netušil. Pro svůj význam je rezervace zařazena mezi Evropsky významné lokality Natura 2000. Stejný typ ochrany (Natura 2000) má mít i přírodní památka Polabské hůry, která vedle Přerovké hůry zahrne i hůru Semickou a Břístevskou.
- Do oblasti severozápadně od vesnice zasahuje přírodní rezervace Káraný – Hrbáčkovy tůně. Jedná se o skupinu jezírek vzniklých na místě bývalých říčních meandrů po odvedení labské vody do nového koryta v 30. letech 20. století. Tůně jsou obklopeny rozsáhlejším dubo-jilmovým lužním lesem. Rezervace leží na obou březích Labe – na jeho levé straně mezi Přerovem nad Labem a městskými částmi Čelákovic Císařská Kuchyně a Sedlčánky, na pravém břehu mezi místní částí Lysé nad Labem Byšičky a železniční tratí číslo 231 (Praha–Nymburk). Rezervace je zařazena mezi evropsky významné lokality soustavy Natura 2000.[8]
- Přerovská hůra (236 metrů) – Hůra je svědeckým vrchem, který se prudce zvedá z rovinaté polabské krajiny a převyšuje okolní terén o více než 50 metrů. Tvoří trojvrší – tzv. Polabské hůry – s obdobně vysokou Semickou a Břístevskou hůrou. Na vrcholu Přerovské hůry se nachází hradiště osídlené od doby bronzové do raného středověku. Jižní svah Přerovské hůry představuje zachovaná teplomilná rostlinná společenstva s výskytem bezobratlé fauny.
- Památné lípy Na Vrších – Čtveřice lip srdčitých v místě zvaném Na Vrších, které obklopují boží muka se studánkou z poloviny 19. století.
- Budečská hráz – Jedná se o 150 let starou uměle vytvořenou terénní vlnu, která obec a její okolí chránila před záplavami. Hráz převyšuje okolní terén o 2–3 metry, vede po ní turistická stezka a v současnosti na první pohled nepřipomíná lidský výtvor, protože se dokonale propojila s okolní krajinou.

### Sledovací síť ČHMÚ
Na katastrálním území Přerova nad Labem se nachází pět vrtů Českého hydrometeorologického ústavu, který zde sleduje kvalitu a mocnost zdrojů podzemní vody (čísla VP0510-VP0514).

## Obyvatelstvo
| Rok            | 1869 | 1880 | 1890  | 1900 | 1910  | 1921  | 1930  | 1950  | 1961  | 1970  | 1980  | 1991  | 2001  | 2011  | 2021  |
| -------------- | ---- | ---- | ----- | ---- | ----- | ----- | ----- | ----- | ----- | ----- | ----- | ----- | ----- | ----- | ----- |
| Počet obyvatel | 946  | 969  | 1 018 | 969  | 1 070 | 1 063 | 1 172 | 1 100 | 1 100 | 1 044 | 1 044 | 1 028 | 1 038 | 1 152 | 1 239 |
| Počet domů     | 135  | 141  | 161   | 169  | 191   | 200   | 261   | 286   | 282   | 279   | 275   | 292   | 356   | 397   | 424   |

## Obecní správa

### Územněsprávní začlenění
Dějiny územněsprávního začleňování zahrnují období od roku 1850 do současnosti. V chronologickém přehledu je uvedena územně administrativní příslušnost obce v roce, kdy ke změně došlo:
- 1850 země česká, kraj Pardubice, politický okres Černý Kostelec, soudní okres Český Brod[12]
- 1855 země česká, kraj Praha, soudní okres Český Brod
- 1868 země česká, politický i soudní okres Český Brod
- 1939 země česká, Oberlandrat Kolín, politický i soudní okres Český Brod[13]
- 1942 země česká, Oberlandrat Praha, politický i soudní okres Český Brod[14]
- 1945 země česká, správní i soudní okres Český Brod[15]
- 1949 Pražský kraj, okres Český Brod[16]
- 1960 Středočeský kraj, okres Nymburk
- 2003 Středočeský kraj, okres Nymburk, obec s rozšířenou působností Lysá nad Labem

### Obecní symboly
Přerovu nad Labem byl znak udělen 23. ledna 1499, kdy byl králem Vladislavem II. povýšen na městečko. Na modrém štítu je stříbrná čtyřhranná věž z kvádrů, s otevřenou branou v přízemí, jedním oknem v patře a s pěti stínkami cimbuří. Z okna visí na řetězu zlatý štítek s doprava obrácenou černou kančí hlavou s velkými bílými kly a s červeným jazykem (erb pánů ze Šelmberka).
Po ztrátě samostatnosti, která souvisela s připojením Přerova k brandýskému císařskému panství v roce 1632, byl po několik století na pečetí obce používaný znak císařské vrchnosti – říšský orel – později doplněný datem 20. června 1680 a iniciálami Leopoldem I. Tyto údaje připomínaly návštěvu Přerova nad Labem císařem Leopoldem I.
Vlajka byla obci udělena rozhodnutím předsedkyně Poslanecké sněmovny Parlamentu České republiky dne 20. března 2023.

## Doprava
Dopravní síť
- Pozemní komunikace – Do obce vedou silnice III. třídy. Okrajem území obce vedou silnice II/272 Český Brod – Lysá nad Labem – Benátky nad Jizerou a silnice II/611 Praha – Sadská – Poděbrady – Chlumec nad Cidlinou – Hradec Králové.

- Železnice – Železniční trať ani stanice na území obce nejsou. Nejblíže obci je občasná železniční stanice Mochov, pro pravidelnou dopravu se využívají stanice Čelákovice, Lysá nad Labem (na trati 231 mezi Prahou, Lysou nad Labem a Kolínem) a Český Brod (na trati 011 z Prahy do Kolína).
- Vodní cesty – Územím obce prochází splavný úsek řeky Labe a část zdymadla Lysá nad Labem.
- Cyklistika – Územím obce procházejí značené cyklotrasy 0019 (levobřežní labská trasa Kostelec nad Labem – Nymburk), 14 (Hrádek nad Nisou – Praha-Hostavice) a okrajově též pravobřežní labská trasa 24.
- Pěší turistika – Územím obce prochází zeleně značená turistická trasa Čelákovice – Třebestovice a žlutě značená trasa Kersko – Přerovská hůra.

Veřejná doprava 2024
Autobusová doprava – V obci měly zastávky autobusové linky 661 Český Brod, žel. st. – Starý Vestec – Lysá nad Labem, žel. st. (v pracovní dny 10 spojů směr Lysá, 9 spojů směr Český Brod, v  sobotu 4 spoje v každém směru, v neděli 2 spoje v každém směru) a 443 Čelákovice,Toušeňská – Přerov nad Labem – Sadská – Nymburk,hl.nádr. (v pracovní dny 12 spojů směr Čelákovice, 14 spojů směr Nymburk, o víkendu 4 spoje v každém směru) (dopravce Okresní autobusová doprava Kolín).

## Pamětihodnosti

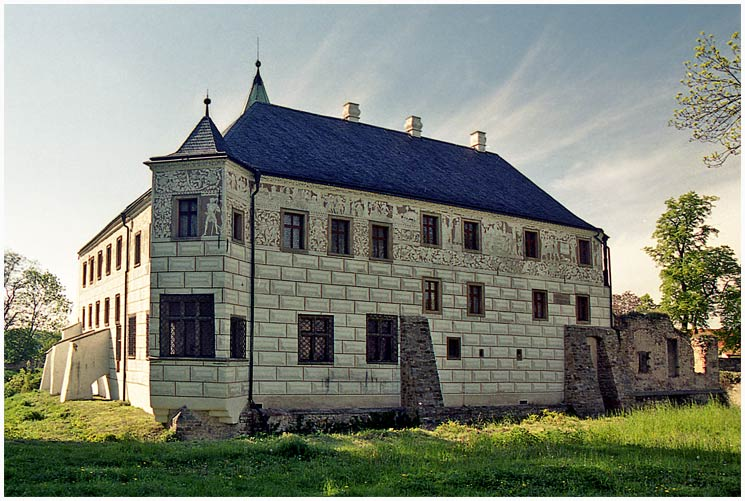
Zámek

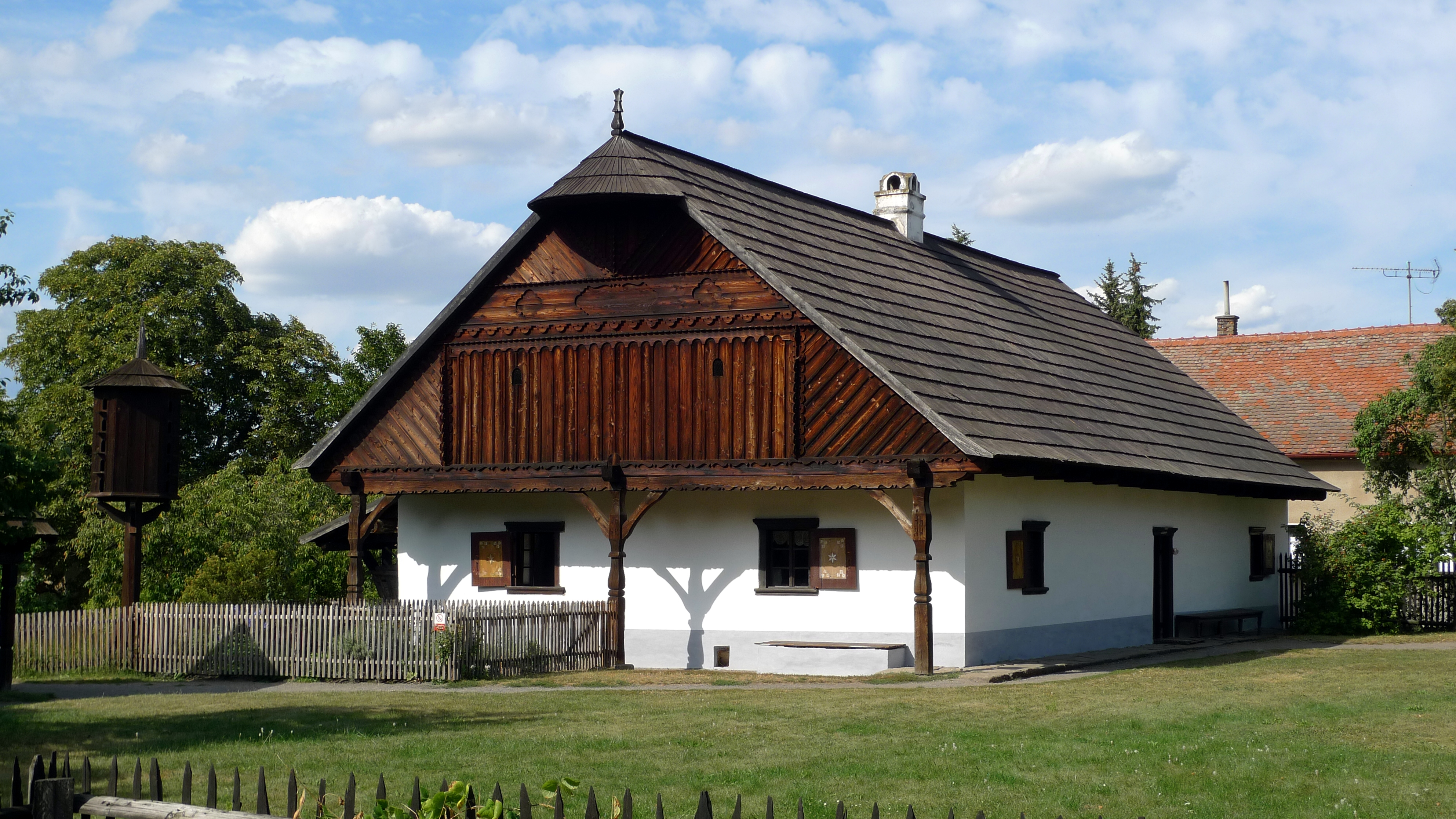
Skanzen v Přerově nad Labem

V Přerově nad Labem je jedenáct nemovitostí se statutem kulturní památky. Jsou to kromě zámku a kostelu svatého Vojtěcha Staročeská chalupa (čp. 19), pivovar, hospoda (čp. 14), dvě venkovské usedlosti (čp. 11 a 13), dvoje boží muka, kaplička svatého Vojtěcha nad studánkou a hradiště Přerovská hůra.
- Zámek Přerov nad Labem – Dvoupatrová renesanční stavba o půdorysu pravidelného čtyřúhelníku o stranách 40 × 45 metrů, obklopená zděným vodním příkopem. Do současnosti se zachovalo jižní a východní křídlo, nad jihovýchodním schodištěm je nevysoká osmiboká věž se stanovou střechou, zakončenou makovicí. V přízemí je kaple nejsvětějšího Spasitele[18], nad ní rytířský sál s velkým krbem a zbytky loveckých trofejí.[19] Zámek stojí v sousedství Salvátorského rybníka,[20] okolo něj protéká Zámecký potok.[21]
- Skanzen lidové architektury – Polabské národopisné muzeum[22][23][24][25] – Jedná se o čtvrtý největší skanzen v Evropě s výjimkou severských zemí a o nejstarší národopisné muzeum v Česku. Jeho historie začíná v roce 1895. Tehdy majitel místního zámku – arcivévoda Ludvík Salvátor Toskánský – zakoupil pro účely národopisného muzea bývalou panskou kovárnu č. 19, pro kterou se vžil název Staročeská chalupa, a zpřístupnil v ní veřejnosti expozici o životě v Polabí. Na tuto aktivitu navázalo v roce 1967 Polabské muzeum, které zde založilo záchranný skanzen polabské lidové architektury, který funguje dodnes.
- Kostel svatého Vojtěcha – Farní kostel byl postaven v raně barokním slohu v letech 1681–1682. V roce 1865 došlo k rozsáhlé přestavbě, během které byla nově postavená loď a věž. V chrámu jsou boční oltáře svatého Václava a Panny Marie z konce 17. století a hlavní oltář svatého Vojtěcha z 18. století. V roce 1982, při oslavě 300. výročí jeho vysvěcení, se konala poutní slavnost za účasti kardinála Františka Tomáška.
- Kaplička svatého Vojtěcha nad studánkou – Náboženská stavba nad klenutou studánkou a stromořadím svatého Vojtěcha, která byla postavena počátkem 19. století v polích na jižním okraji obce (na hranici s katastrálním územím Mochova).[26]
- Přerovská obora – Historický objekt stojící u silnice II/611 u stejnojmenné autobusové zastávky.

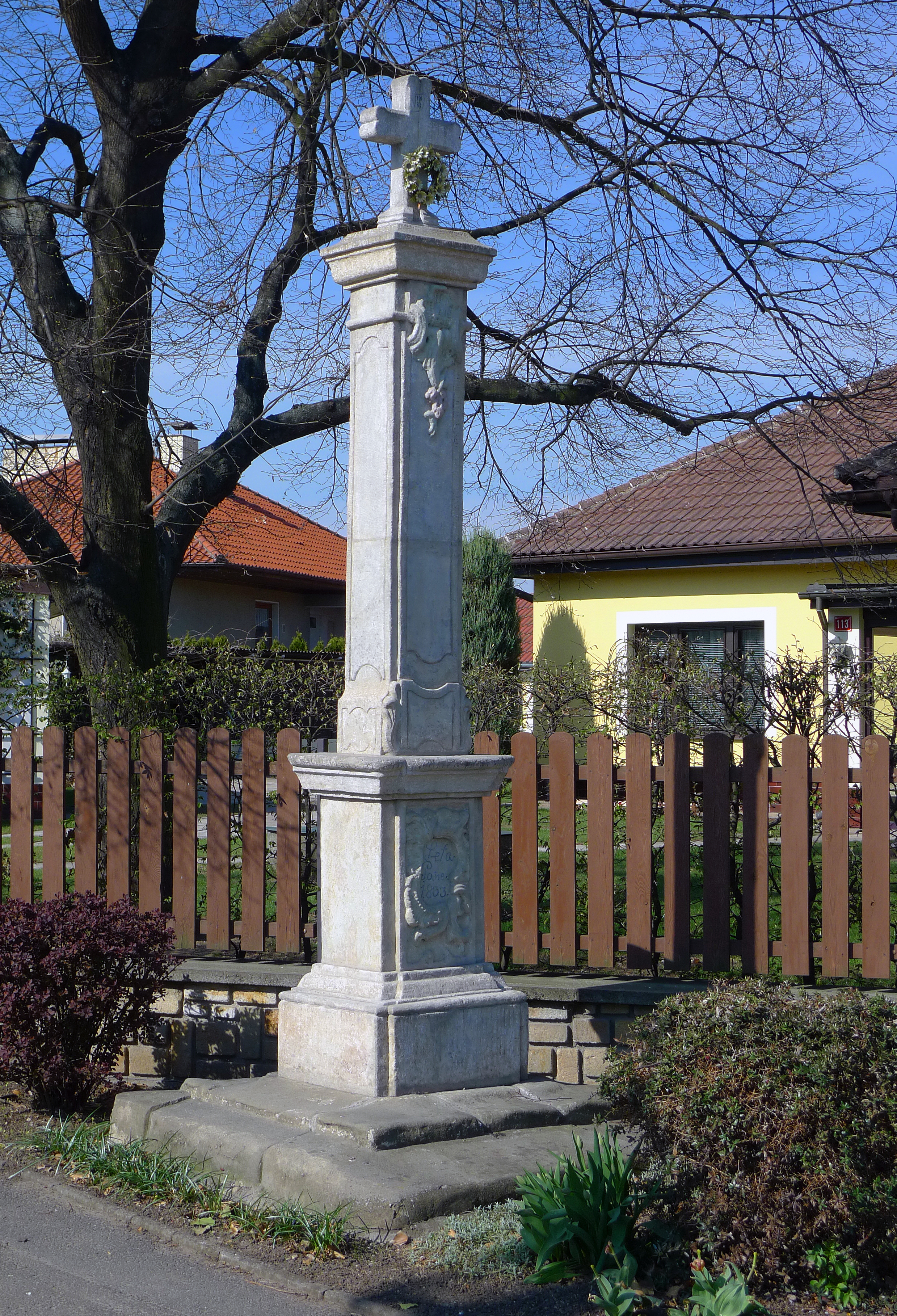
Boží muka u restaurace U Kotápišů

- Taneční sál U Kotápišů – Taneční sál U Kotápišů byl centrem celého Přerova, byl postaven v roce 1927, po roce 1970 však začal chátrat. Další devastace probíhala po roce 1990, kdy zde byla diskotéka. Sál byl rekonstruován v letech 2005–2006 z peněz vybraných ve veřejné sbírce. Je pojmenovaný podle rodiny jeho majitele Petra Kotápiše. Sousedí s restaurací U Indiána. V období po rekonstrukci byl taneční sál domovskou scénou folklorního souboru Dykyta. V současné době je v prostorách sálu umístěna prodejna potravin a dalších produktů pro domácnost. Tančit tam tedy nelze, ale užitek z této změny mají místní obyvatelé i projíždějící návštěvníci.Boží muka u restaurace U KotápišůHospoda Na růžku – Objekt Hospody Na růžku je příkladem zdařilé rekonstrukce jednoho z původních Přerovských objektů, který spoluutvářel historii obce. Budova byla dlouhou dobu nevyužívaná a chátrala, po kompletní rekonstrukci jí byla navrácena její původní funkce. Opět je z ní prostor pro setkání a posezení, tak jak tomu bylo v minulosti, což dokládají i dobové fotografie v interiéru.
- Soška Panny Marie Lurdské – Drobná plastika ze začátku 20. století, která stojí na náměstíčku zvaném Na Plácku.
- Památník přerovských občanů padlých v první světové válce (1914–1919) je umístěný v areálu skanzenu. Na desce jsou jména Václav Arazim, Jaroslav Hejtík, Josef Holub, František Chvátlina, Antonín Jareš, Václav Jungr, Antonín Jungr, František Kopřiva, František Michalec, Jan Müller, Ladislav Petr, František Skořepa, František Špitálský, Josef Vápeník, Bedřich Vápeník, Josef Veselý, Václav Zápotocký a Václav Jareš.
- Okrasné a lesní školky – Na jihovýchodním okraji obce se nachází zahradnictví a okrasné školky, patřící mezi nejvýznamnější pěstitele okrasných dřevin a trvalek v ČR.[27][28]

## Osobnosti

### Rodáci
- Karel Benetka (1895–1972), malíř a grafik
- Vlasta Kocmanová (1940), básnířka
- Blanka Novotná-Cibulková (1928), malířka, grafička a oděvní výtvarnice
- Tomáš Skuhravý (1965), bývalý fotbalový útočník
- Josef Syrový (1879–1956), malíř

### Další osobnosti spojené s Přerovem nad Labem
- Matteo Borgorelli (1510–1572), italský architekt a stavitel
- Otakar Brož (1877–1939), učitel, autor vlastivědných prací
- Rudolf Černý (1920–1982), spisovatel
- Jana Hrabětová (1943), historička a etnografka
- Vladimír Pecháček (1909–1969), malíř
- Ettore de Vaccani (přelom 16.–17. století), italský architekt a stavitel
- Bonifác Wolmut (před 1510–1579), kameník, stavitel a architekt

## Obec v kultuře
V přerovském zámku, ve skanzenu a okolních lesích byla filmována řada televizních pohádek. V místní škole (dnes budova obecního úřadu) proběhlo natáčení závěrečného dějství slavného lovu na divočáka ve filmu Slavnosti sněženek, natočeného podle knihy Bohumila Hrabala. Pro tento kraj je příznačný i fakt, že vleklé spory dvou mysliveckých sdružení, které Hrabal popsal ve stejné knize, jsou ve skutečnosti malou válkou mezi nimrody z Přerova nad Labem a sousedních Semic (autor dlouhá léta žil v nedalekém Kersku).
V Přerově nad Labem působí známý soubor písní a tanců Dykyta.